# Rhinodia allongata
Rhinodia allongata är en fjärilsart som beskrevs av Eduard Rosenstock 1885. Rhinodia allongata ingår i släktet Rhinodia och familjen mätare. Inga underarter finns listade.